# Одред Јован Шевић
Словенски четнички одред „Јован Шевић” (у почетку се звао Српски четнички одред „Јован Шевић”) је српско-руски добровољачки одред који је учествовао у оружаном сукобу на страни самопроглашених ДНР и ЛНР 2014, а чинили су га савремени четници на челу са Братиславом Живковићем.
Одред је добио име по команданту српског хусарског пука Јовану (Ивану) Шевићу, који је 1751. године примио руско држављанство и постао оснивач аутономне области Словенске Србије, која се налазила на делу територије савремене ДНР и ЛНР.

## Историја
У марту 2014. група од пет српских четника предвођена Братиславом Живковићем стигла је на Крим и потом учествовала у обезбеђењу током референдума о статусу Крима. Група је себе назвала одред „Кнез Лазар”.
После Крима, четници су неколико дана провели у Москви, где су се „састали са руским пријатељима”, па су се вратили у Београд. По речима Живковића: „Где год смо били, одлично смо примљени. И у Севастопољу и у Москви људи су нас препознали, многи су тражили да се сликају са њима”.
Дана 30. јуна 2014. године, након завршене обуке, српски четници су се укључили у борбе у Доњецкој области на страни побуњеника. Тада је одред чинило десет бораца који су учествовали у заштити конвоја са хуманитарном помоћи из Русије за Доњецк.
Одред Јована Шевића је 17. јула нарастао на 35 добровољаца. Поред Срба, у одреду су били добровољци из Русије и других земаља.
Према речима заменика председника Српског четничког покрета Зорана Андреја, његови другови су средином јула одлетели у Москву да одатле испоруче хуманитарну помоћ у Луганск. „На граници са Украјином наши људи су добили оружје за заштиту конвоја. Међутим, на аеродрому у Луганску цео конвој је био гранатиран, тројица мојих сабораца су рањена.” Тада су, према његовим речима, српски четници одлучили да стану на страну милиције Новоросије.
Поједине публикације су објавиле да је 21. јула увече у источну Украјину стигло појачање од 205 српских добровољаца. Истовремено, Братиславу Живковићу су приписане речи: „Све више добровољаца из словенских земаља стиже, што ми је веома драго, јер се захваљујући овоме поново уједињују Срби и Хрвати, ми Срби, као нико. У супротном, схватите важност и значај словенског братства, тим пре што имамо прилику да се боримо раме уз раме са Русима”. Сам Живковић је на сајту свог покрета демантовао ову информацију, поновивши да одред има 36 бораца – Срба и Руса. Нешто касније, Министарство спољних послова Хрватске је званично потврдило учешће Хрвата у рату на страни Украјине.
На друштвеним мрежама и украјинским медијима је 27. јула објављено да је током војне операције украјинске војске у Дебаљцеву, у области Доњецка, приведен Братислав Живковић, командант српског одреда „Јован Шевић”. Живковић је 29. јула лично демантовао ову информацију.
Одред је 12. августа, како је саопштила прес-служба милиције, заједно са посадама уништио два тенка Оружаних снага Украјине, једну брдску и једну самоходну артиљерију.
Према изјави српског премијера Александра Вучића, Срби који се боре на истоку Украјине су „99% плаћеници милитанти” који примају од 2.100 до 6.500 долара по борби.
У октобру 2014. године борци одреда су се вратили у Србију.
Братислав Живковић је 23. августа 2018. приведен од стране српске полиције у Крагујевцу због сумње да је организовао учешће држављана Србије у рату на територији друге државе.